# Aleksa Šantić (Sombor, Srbija)
Aleksa Šantić (srp. Алекса Шантић, mađ. Hadikkisfalu) je selo u općini Sombor, u zapadnobačkom okrugu u autonomnoj pokrajini Vojvodini, Srbija. Naziv je dobilo po Aleksi Šantiću
Danas u ovom selu (popis 2002.) živi 2172 stanovnika. Većinu čine Srbi.

## Zemljopisni položaj
Nalazi se na 45°56' sjeverne zemljopisne širine i 19°20' istočne zemljopisne dužine.

## Ime
Današnje ime je dobilo 1924. godine, prema srpskom pjesniku iz BiH, Aleksi Šantiću. 

## Povijest
1468. je zabilježeno na ovoj lokaciji naselje imena "Šara". 
Današnje selo je osnovano između 1923. i 1926., i u njega su kolonizirani srpski dobrovoljci iz prvog svjetskog rata. 
Za vrijeme drugog svjetskog rata, selo je došlo pod Horthyjevu Mađarsku. Tada je nosilo ime Fernbah.

## Povijesna naseljenost
- 1961.: 1.751
- 1971.: 2.064
- 1981.: 2.259
- 1991.: 2.267
- 2002.: 2.172

## Šport
Športska društva i klubovi koji ovdje djeluju su:
- nogomet: Aleksa Šantić
- šah: Aleksa Šantić

## Vanjske poveznice
- Aleksa Šantić  Arhivirana inačica izvorne stranice od 3. studenoga 2007. (Wayback Machine)
- Aleksa Šantić - www.soinfo.org